# Трубковые пауки
Трубковые пауки (лат. Dysderidae) — семейство аранеоморфных пауков из надсемейства Dysderoidea. Распространены на всех континентах кроме Антарктиды. Насчитывают современных 511 видов, объединяемых в 24 рода.

## Список родов
- Dysderinae C. L. Koch, 1837
  - Cryptoparachtes Dunin, 1992 (Грузия, Азербайджан)
  - Dysdera Latreille, 1804 (повсеместно)
  - Dysderella Dunin, 1992 (Азербайджан, Туркменистан)
  - Dysderocrates Deeleman-Reinhold & Deeleman, 1988 (Балканы)
  - Harpactocrates Simon, 1914 (Европа)
  - Hygrocrates Deeleman-Reinhold, 1988 (Грузия, Турция)
  - Parachtes Alicata, 1964 (Южная Европа)
  - Rhodera Deeleman-Reinhold, 1989 (Крит)
  - Stalitochara Simon, 1913 (Алжир)
  - Tedia Simon, 1882 (Израиль, Сирия)
- Harpacteinae
  - Dasumia Thorell, 1875 (Европа, Средний Восток)
  - Folkia Kratochvíl, 1970 (Балканы)
  - Harpactea Bristowe, 1939 (Европа до Ирана, Средиземноморье)
  - Holissus Simon, 1882 (Корсика)
  - Kaemis Deeleman-Reinhold, 1993 (Италия)
  - Minotauria Kulczyn'ski, 1903 (Крит)
  - Sardostalita Gasparo, 1999 (Сардиния)
  - Stalagtia Kratochvíl, 1970 (Балканы, Греция)
- Rhodinae
  - Mesostalita Deeleman-Reinhold, 1971 (Балканы, Италия)
  - Parastalita Absolon & Kratochvíl, 1932 (Босния-Герцеговина)
  - Rhode Simon, 1882 (Средиземноморье)
  - Speleoharpactea Ribera, 1982 (Испания)
  - Stalita Schiödte, 1847 (Балканы)
  - Stalitella Absolon & Kratochvíl, 1932 (Балканы)
- incertae sedis
  - Thereola Petrunkevitch, 1955 † (ископаемый, олигоцен)

-   - Thereola petiolata (Koch & Berendt, 1854) †